# Nemopanthes
Nemopanthes es un género con 3 especies pendientes de ser aceptadas en la familia de las aquifoliáceas.

## Taxonomía
El género fue descrito por Constantine Samuel Rafinesque y publicado en J. Phys. Chim. Hist. Nat. Arts 89: 96. 1819.

## Especies
- Nemopanthes canadensis Gatt.
- Nemopanthes ilicifolia Dippel
- Nemopanthes lucida Koehne
- Nemopanthes mucronata Trel.